# Vitus Bering
For digteren og historikeren af samme navn, se Vitus Bering (digter).
For uddannelsesinstitutionen i Horsens, se Vitus Bering Danmark.
Vitus Jonassen Bering; russisk navn Иван Иванович Беринг (tr. Ivan Ivanovitj Bering; født 5. august 1681 i Horsens, Danmark-Norge, død 19. december 1741 på Bering Ø, (russisk: Остров Беринга, tr. Ostrov Beringa) var en dansk marineofficer i russisk tjeneste og opdagelsesrejsende. Han omtales som "Zarens danske Columbus" og beviste blandt andet, at Asien og Nordamerika ikke er forbundet.
Vitus Bering var født og opvokset i Horsens. Forældrene var toldembedsmand og kirkeværge Jonas Svendsen og Anna Petersdatter Bering, en slægt, som gennem flere hundrede år havde talt mange præster og jurister. Vitus Bering var opkaldt efter sin onkel (morbroder), kgl. historiograf Vitus Pedersen Bering.
Vitus Bering drog tidligt til søs til Ostindien og Vestindien, og mødte i 1703 i Amsterdam den russiske viceadmiral Cornelis Cruys, der var født i Stavanger, borger i Amsterdam og på dette tidspunkt en af den unge russiske flådes skabere. Følgerne af dette bekendtskab blev at Bering, som så mange af hans unge dansk-norske landsmænd, trådte ind som officer i den russiske marine 1704. Han blev hvervet til Peter den Stores flåde og deltog med hæder i Den store nordiske krig mod sit gamle og nye fædrelands fælles fjender. Efter krigen ønskede zaren at udforske og kortlægge Ruslands østlige egne og finde ud af om der var en landfast forbindelse mellem Sibirien og Nordamerika. Vitus Bering blev udnævnt til leder af Den 1. Kamtjatka-ekspedition der drog af sted i 1725.
I 1728 påviste ekspeditionen at der var et stræde mellem de to kontinenter. Den engelske opdagelsesrejsende, James Cook, navngav senere strædet: Beringstrædet som følge af danskerens bedrifter. I 1729 satte ekspeditionen kurs mod Amerikas vestkyst, men en storm forhindrede forsøget, og i stedet blev beliggenheden af halvøen Kamjatka og de nordlige Kuriler bestemt og kortlagt.
I 1733 drog Bering ud på Den 2. Kamtjatka-ekspedition for at udforske og kortlægge Sibiriens ishavskyst. Formålet med dette var at få endegyldigt svar på hvorvidt der eksisterede en sejlbar nordøstpassage. På den tredje og sidste af de tilhørende ekspeditioner der havde sigte mod Amerikas nordvestlige kyst, nåede Bering Alaska, men blev tvunget tilbage i 1741 på grund af knappe forsyninger og skørbug blandt ekspeditionens medlemmer. Berings skib, Sankt Peter, måtte opgives, og besætningen gik i land på en ubeboet og træløs ø (senere kendt som Bering Ø). Næsten halvdelen af besætningen, herunder Vitus Bering selv, omkom.
Georg Steller, der til det sidste plejede Bering, skrev i sin dagbog at Bering omkom som følge af "… sult, tørst, kulde, modgang og sorg".
Vitus Bering fik flere ting opkaldt efter sig: Beringshavet, Beringgletsjeren (og Vitus Lake), Beringlandtangen, Beringstrædet, Bering Ø og Vitus Bering Park og Vitus Berings Plads udenfor Vitus Beringsparken i Horsens. Desuden bærer fem veje i danske byer hans navn.
I forbindelse med 250-året for Berings død lykkedes det i 1991 et hold danske og russiske arkæologer at finde både Vitus Berings og seks andre besætningsmedlemmers grav på Bering Ø. Efter en række undersøgelser af skeletterne blev de genbegravet med militær honnør.
Vitus Bering var en slægtning til latindigteren Vitus Bering (1617-1675). Til gengæld var storkonspiratoren Magnus Bering Beringskjold ikke i familie med de to Vitus'er. I DR programmet Ved du hvem du er? kom det frem at Puk Elgård er slægtning til Vitus Bering, men senere påvistes det at hun ikke var direkte efterkommer.

## Reflist
1. ↑  Navnet er anført på engelsk og stammer fra Wikidata hvor navnet endnu ikke findes på dansk.
2. ↑  Navnet er anført på engelsk og stammer fra Wikidata hvor navnet endnu ikke findes på dansk.
3. ↑  http://de.encarta.msn.com/encyclopedia_761567034/Bering_Vitus_Jonassen.html Arkiveret 1. marts 2006 hos  Wayback Machine MSN Encarta]
4. ↑  Birgit og Søren Sørensens hjemmeside(2010)- Mine Helte: Vitus Bering(1681-1741) http://www.aerenlund.dk/helte/vitus_bering.html
5. ↑  N. Kingo Jacobsen(1987)- Tale i Søofficersforeningen – Geografisk Tidsskrift, Bind 87
6. ↑  Hahn-Pedersen, Morten (2018). På Zarens Befaling. Med Bering og Spangsberg i Sibirien og Stillehavet 1725-1743. ISBN 9788702246407
7. ↑  "DR.dk om klage vedr. manglende præcision omkring slægtsskab påvist i program". Arkiveret fra originalen 26. januar 2018. Hentet 26. maj 2016.